# Опсада Тира (1187)
Опсаду Тира извршили су муслимани Ајубидске династије под вођством Саладина 1187. године. Опсада је трајала од 12. новембра 1187. до 1. јануара 1188. године.

## Опсада
Након битке код Хитина и пада Јерусалима, Саладин редом осваја крсташке градове. На ред је дошао Тир кога је држао Конрад од Монферата, новопридошли витез из Цариграда. Начувши да се у Европи спрема нови крсташки рат, Конрад је одлучио да свим силама брани град који ће касније послужити као мостобран европским крсташима преко кога ће ући у Свету Земљу.
Муслимани су започели опсаду 12. новембра. Напад са мора је у потпуности пропао. Потом се Саладин одлучио на лукавство и поставио Конрадовог оца Виљема V (кога је заробио у Хитинској бици) као штит од стрела браниоца Тира. Конрад му је поручио да ће радије сам испалити стрелу у свог оца него предати град. Потом је Саладин одлучио ослободити Гаја Лизињанског надајући се да ће његов долазак у Тир довести до сукоба око вођства. Конрад му није ни дозволио да уђе у град. Увидевши да је Тир сувише јак, Саладин диже опсаду 1. јануара 1188. године.